# Pallone d'oro 1973
L’edizione 1973 del Pallone d'oro, 18ª edizione del premio calcistico istituito dalla rivista francese France Football, fu vinta dall'olandese Johan Cruijff (Ajax / Barcellona).
I giurati che votarono furono 24, provenienti da Austria, Belgio, Bulgaria, Cecoslovacchia, Danimarca, Finlandia, Francia, Germania Est, Germania Ovest, Grecia, Inghilterra, Irlanda, Italia, Jugoslavia, Lussemburgo, Paesi Bassi, Polonia, Portogallo, Romania, Spagna, Svezia, Svizzera, Turchia, Ungheria. Il giurato sovietico, al quale France Football aveva chiesto di votare, non inviò le proprie preferenze alla rivista francese.

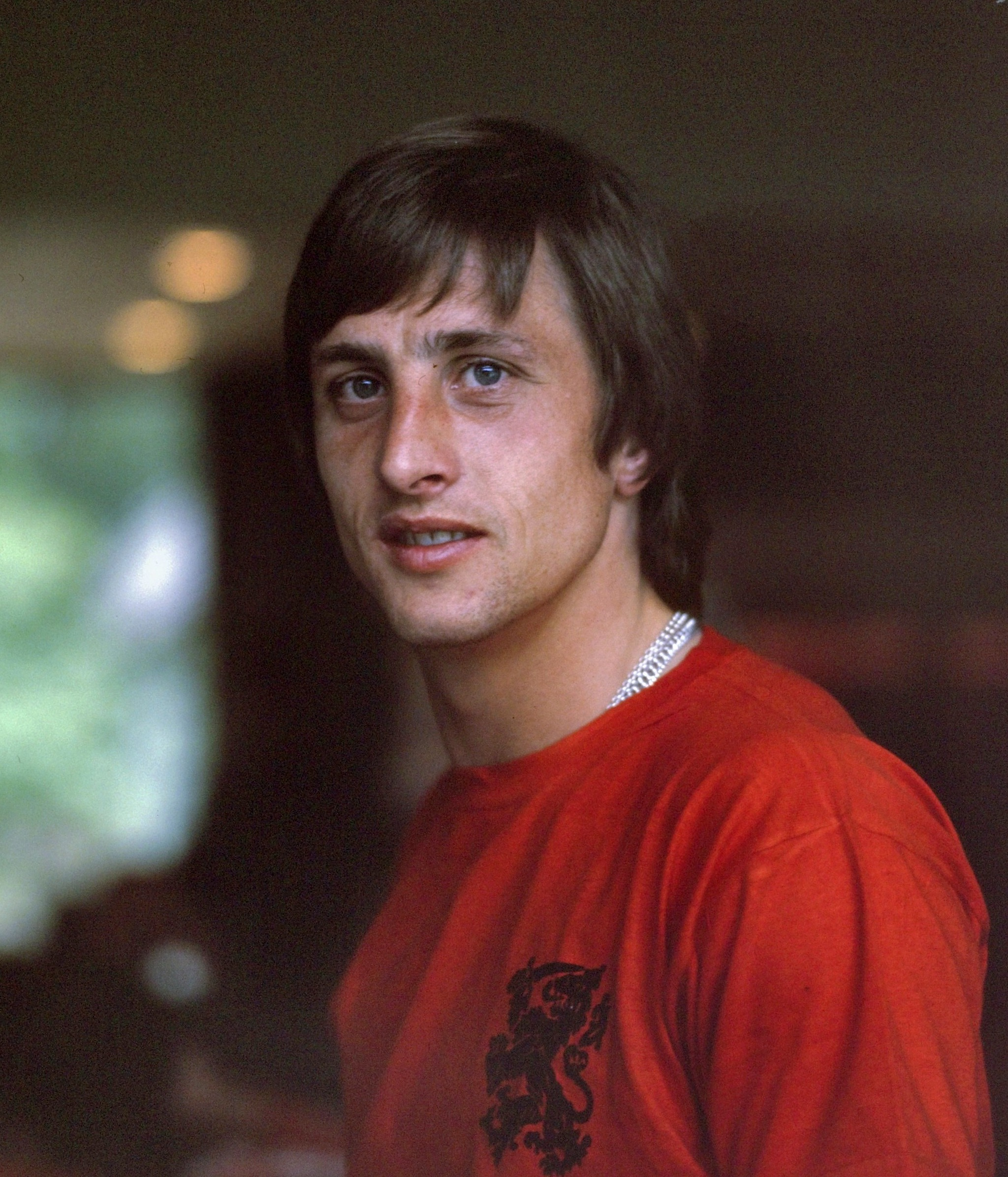
Johan Crujff, vincitore del Pallone d'oro 1973.